# Interstate 530
Pour les articles homonymes, voir Route 530.
L'Interstate 530 (I-530) est une autoroute auxiliaire de 75,08 km (46,65 miles) entre Little Rock et Pine Bluff, dans l'Arkansas. L'autoroute parcourt aussi les villes de Redfield et White Hall. Dans le futur, l'I-530 va relier les autoroutes I-30 et I-69.

## Description du tracé
L'extrémité nord de la route débute à un échangeur avec l'I-30 / I-440 / US 65 / US 67 / US 167 au sud-est de Little Rock. À cette intersection, plus de 100 000 véhicules par jour transitent. L'I-530 se dirige vers le sud en multiplex avec la US 65 et la US 167 à travers des marais et entre brièvement dans le comté de Saline, où elle se sépare de la US 167 à la sortie 10. L'I-530 entre à nouveau dans le comté de Pulaski où elle croise Hensley Road, à Hensley. Elle entre ensuite dans le comté de Jefferson.
L'I-530 continue vers le sud et passe par une région forestière. Elle est parallèle à la AR 365. L'autoroute croise AR 46 à Redfield avant d'entrer à White Hall. La route se dirige vers le sud et constitue le terminus est de la US 270. Une route mène à White Hall et Sheridan Street. L'I-530 poursuit vers le sud et forme une voie de contournement de Pine Bluff. Elle englobe la ville par le sud-ouest.
L'autoroute se termine à une intersection avec US 63 / US 65 / US 79 / US 425 / AR 190, après laquelle la route se poursuit vers le sud jusqu'à Dumas via la US 65 / US 425.
Cette autoroute possède une particularité inhabituelle. Ses numéros de sortie augmentent du nord vers le sud plutôt que l'inverse. C'est toutefois un standard pour les autoroutes collectrices d'augmenter de numéro de sortie à partir de l'autoroute-mère.

## Liste des sorties
| Interstate 530                            |              |       |       |        |                                                                                             | |
| Comté                                     | Municipalité | mi    | km    | Sortie | Intersections / Destinations                                                                | Notes |
| Pulaski                                   | Little Rock  | 0,00  | 0,00  |        | I-30 est / US 65 nord / US 167 nord – Centre-ville de Little Rock                           | Terminus nord du multiplex avec US 65 / US 167; sortie 138 de l'I-30 ouest                                                |
| Pulaski                                   | Little Rock  | 0,00  | 0,00  | 1A     | I-440 est – Aéroport de Little Rock, Port de Little Rock, Memphis                           | La voie en direction nord mène directement à l'I-30 est; indiqué sortie 138 en direction sud; sortie 138B de l'I-30 ouest |
| Pulaski                                   | Little Rock  | 0,00  | 0,00  | 1B     | I-30 ouest / US 67 sud – Hot Springs, Texarkana                                             | Sortie direction nord, entrée direction sud; sortie 138B de l'I-30 est                                                    |
| Pulaski                                   |              | 2,71  | 4,36  | 3      | AR 338 (en) (Dixon Road)                                                                    | |
| Pulaski                                   |              | 6,57  | 10,57 | 7      | 145th Street / Pratt Road                                                                   | |
| Pulaski                                   |              | 8,77  | 14,11 | 9      | Bingham Road                                                                                | |
| Saline                                    |              | 9,96  | 16,03 | 10     | US 167 sud – Sheridan, Fordyce, El Dorado                                                   | Terminus sud du multiplex avec US 167; pas de sortie direction nord                                                       |
| Saline                                    |              | 11,63 | 18,72 | 12     | Woodson                                                                                     | |
| Pulaski                                   |              | 14,96 | 24,08 | 15     | Hensley                                                                                     | |
| Jefferson                                 |              | 19,94 | 32,09 | 20     | AR 46 (en) – Redfield                                                                       | |
| Jefferson                                 |              | 23,69 | 38,13 | 24     | Jefferson, National Center for Toxicological Research                                       | |
| Jefferson                                 |              | 26,53 | 42,70 | 27     | CR 4 (Gravel Pit Road)                                                                      | |
| Jefferson                                 |              | 29,78 | 47,93 | 30     | AR 104 (en)                                                                                 | |
| Jefferson                                 | White Hall   | 31,74 | 51,08 | 32     | AR 256 (en) – White Hall, Pine Bluff Arsenal                                                | |
| Jefferson                                 | White Hall   | 33,67 | 54,19 | 34     | US 270 / AR 365S (en) – White Hall, Sheridan                                                | |
| Jefferson                                 | White Hall   | 35,14 | 56,55 | 35     | US 65B sud – Pine Bluff                                                                     | |
| Jefferson                                 |              | 36,57 | 58,85 | 36     | Princeton Pike                                                                              | |
| Jefferson                                 |              | 37,53 | 60,40 | 37     | AR 190 (en) (West 13th Street)                                                              | |
| Jefferson                                 | Pine Bluff   | 39,46 | 63,50 | 39     | US 79 sud / US 79B nord – Rison, Fordyce, Camden                                            | Terminus nord du multiplex avec US 79                                                                                     |
| Jefferson                                 | Pine Bluff   | 40,85 | 65,74 | 41     | Old Warren Road                                                                             | |
| Jefferson                                 | Pine Bluff   | 41,97 | 67,54 | 42     | Hazel Street                                                                                | |
| Jefferson                                 | Pine Bluff   | 42,99 | 69,19 | 43     | US 63 sud / US 63B nord – Warren, El Dorado                                                 | Terminus nord du multiplex avec US 63                                                                                     |
| Jefferson                                 |              | 43,87 | 70,60 | 44     | AR 530 (en) sud – Star City, Monticello                                                     | Future I-530 sud |
| Jefferson                                 | Pine Bluff   | 46,32 | 74,54 | 46     | US 63 nord / US 79 nord / US 65B nord / AR 190 (en) – Stuttgart, Centre-ville de Pine Bluff | Terminus sud du multiplex avec US 63 / US 79                                                                              |
| Jefferson                                 | Pine Bluff   | 46,63 | 75,04 |        | US 65 sud – Dumas, McGehee, Lake Village                                                    | Continue vers le sud; terminus sud temporaire                                                                             |
| - Terminus de multiplex - Accès incomplet |              |       |       |        |                                                                                             | |